# NEXTREAM
NEXTREAM（ネクストリーム）は、かつて全日本プロレスで活動していたプロレスのユニット。コンセプトは今風。NEXTREAMは「NEXT（ネクスト）＝次の」、「STREAM（ストリーム）＝風」をあわせた造語。「全日本プロレスに新たな風を巻き起こすということ、新しい流れ、勢いを生み出していく」という意味がある。

## 概要
2015年12月7日、世界最強タッグ決定リーグ戦で優勝した宮原健斗&諏訪魔組だが、優勝セレモニーの直後に諏訪魔が宮原の差し出した握手を拒み仲間割れ。暴行を加えられた宮原を救出する形で割って入ってきたジェイク・リーが、宮原との共闘の意思を表明。その場に青柳優馬と佐藤恵一もおり、青柳は宮原らとは握手せずにそのままリングを下りて、佐藤は両者と一緒に勝ち名乗りを上げたため、宮原・ジェイク・佐藤でのユニット結成になるかと思われた。しかし結局翌日の会見では佐藤は姿を現さず、宮原とジェイクだけの会見になった。
12月15日、後楽園ホール大会「ファン感謝デー」でユニットとして正式始動。12月25日、会見でユニット名を発表。翌2016年2月12日には、宮原が三冠ヘビー級王座を初戴冠する。
2016年9月19日、後楽園ホール大会で宮原&ジェイクvs野村直矢&青柳のタッグマッチが組まれ、試合後に宮原が二人を勧誘、二人も受諾し野村と青柳が加入。
2017年7月17日、ジェイク&野村組が世界タッグ王座に輝くも、7月29日にジェイクが足首の負傷で長期欠場に入り、タイトルも返上を余儀なくされる。
2018年4月25日、長期欠場から復帰するジェイクが、復帰前のあいさつでNEXTREAM脱退を宣言。6月5日、崔領二らと新ユニット「Sweeper」を結成する。9月27日、ダスキンのマスコット「ダス犬」のYouTube動画「ダス犬さんぽ」に、NEXTREAMの3人が出演。
2019年2月24日、諏訪魔相手に三冠ヘビー級王座を防衛した宮原に、野村が挑戦を表明、NEXTREAMも脱退する。翌2月25日、青柳は野村のアジアタッグ王座返上を巡る一貫しない姿勢に反発し、残留を表明。
2020年1月3日、三冠王座を防衛した直後の宮原を青柳が急襲、タイトル挑戦を表明。さらに同月11日、青柳はNEXTREAMは自分のチームであり、一騎討ちに勝ったら宮原を追放すると宣言。2月11日、三冠戦でのNEXTREAM対決は宮原が勝利し、宮原は青柳にNEXTREAMからの「卒業」を言い渡した。
宮原ひとりとなってからは新たな加入者もおらず、7月25日には黒潮"イケメン"二郎、フランシスコ・アキラ、ライジングHAYATOらとのユニット「ケントとイケメンとアキラとハヤトの大冒険」を発足させ、事実上の開店休業状態となっていた。しかしチャンピオン・カーニバル終了後、青柳から歩み寄る形で宮原と関係を修復。世界最強タッグへの出場が決まり、宮原がファンから新チーム名を募集したところ、11月15日に青柳より「NEXTREAM」の名を提案され、ユニットが復活することとなった。二人は2連敗ののち5連勝で優勝を飾り、さらに翌2021年1月2日、世界タッグに挑戦。暴走大巨人を破り、世界タッグ戴冠を果たした。
1月10日、青柳亮生とライジングHAYATOが一騎討ちに臨み、両者KOに終わる。試合後に宮原と青柳が二人を勧誘し、揃ってNEXTREAMに加入。
2022年5月4日、チャンピオン・カーニバルで青柳が優勝。試合直後に青柳は決勝の相手のジェイクに共闘を求め、そのまま5月29日にNEXTREAM脱退を表明。また6月19日の大田区総合体育館大会にて、試合後VOODOO-MURDERSに襲撃された優馬を亮生が救出、亮生もNEXTREAM脱退と優馬についていく旨を表明した。一方、HAYATOは宮原の傍若無人な振る舞いに耐えかね「ミヤハラ卒業」を宣言、8月14日の新木場1stRING大会よりイメージチェンジを図り、「イケメン」「ヴィジュアル系」を前面に押し出すようになったもののNEXTREAMには残留した。
その後HAYATOは世界ジュニアヘビー級王座を獲得、宮原も2024年にはチャンピオン・カーニバルで優勝するなど実績を残すが、宮原もHAYATOもともにさまざまな選手と組み、ユニットとしての活動はほぼ見られなかった。2024年5月29日、宮原との三冠戦に勝利した安齊勇馬に、HAYATOが共闘を申し込み、6月24日に新ユニット「ELPIDA」の一員として正式に加入。再び一人となった宮原は役目を終えたとしてNEXTREAM解散を決意、けじめのためHAYATOとのシングル戦を要求し、7月20日後楽園ホール大会セミファイナルにて一騎討ちが実現。宮原が勝利を収め、この一戦をもってNEXTREAMの歴史に終止符が打たれた。

## メンバー
- 宮原健斗（リーダー、2015年12月25日 - 2024年7月20日）
- ジェイク・リー（2015年12月25日 - 2018年4月25日）
- 野村直矢（2016年9月19日 - 2019年2月24日）
- 青柳優馬（2016年9月19日 - 2020年2月11日、11月15日 - 2022年5月29日）
- 青柳亮生（2021年1月10日 - 2022年6月19日）
- ライジングHAYATO（2021年1月10日 - 2024年5月29日）

## 共闘メンバー
- ヨシタツ - 自身のユニット「ヨシタツ・キングダム」結成により別離。
- 野村卓矢（大日本プロレス）（2022年11月13日 - 2023年1月22日）

## 戦績
三冠ヘビー級王座
宮原健斗（第55代、第57代、第60代、第62代、第65代、第68代）
世界ジュニアヘビー級王座
ライジングHAYATO（第68代）
世界タッグ王座
ジェイク・リー&野村直矢（第76代）
宮原健斗&ヨシタツ（第80代）
宮原健斗&青柳優馬（第88代、第96代）
宮原健斗&野村卓矢（第93代）
アジアタッグ王座
野村直矢&青柳優馬（第103代、第105代）
チャンピオン・カーニバル優勝
宮原健斗（2019年、2024年）
青柳優馬（2022年）
王道トーナメント優勝
宮原健斗（2018年、2022年）
世界最強タッグ決定リーグ戦優勝
宮原健斗&青柳優馬（2020年、2021年）
宮原健斗&野村卓矢（2022年）
プロレス大賞
2016年度プロレス大賞 殊勲賞（宮原健斗）
2017年度プロレス大賞 新人賞（青柳優馬）
2019年度プロレス大賞 殊勲賞（宮原健斗）
2022年度プロレス大賞 殊勲賞（宮原健斗）